# Antimaghiarism
Antimaghiarismul (sau maghiarofobia, în maghiară magyargyűlölet) reprezintă toate acțiunile îndreptate împotriva maghiarilor (popor, cultură, limbă), având la bază antipatia, neîncrederea, rasismul sau xenofobia.

## Istoric
În timpul monarhiei austro-ungare, la curtea de la Viena a existat o formă de manifestare a maghiarofobiei, în aceeași măsură cu antigermanismul⁠(en)[traduceți] nobililor maghiari.

### În România

#### Perioada postcomunistă
În februarie 1990, la Târgu Mureș s-a înființat organizația ultranaționalistă Vatra Românească. Propaganda organizației a fost creată de ziarul Cuvîntul liber, succesorul fostului organ local de partid, cât și de postul regional de televiziune. Printre fondatori s-au aflat reprezentanți ai aripii patriotice a Securității, militari și veterani de război, intelectuali și artiști. Organizația se definea ca o replică la Uniunea Democrată Maghiară din România (în maghiară Romániai Magyar Demokrata Szövetség), creată pe 25 decembrie 1989. Sprijinul financiar l-a primit din partea lui Iosif Constantin Drăgan, care în perioada postcomunistă a pornit mai multe campanii de reabilitare pentru Ion Antonescu și cele șovine, antiminoritare, mai ales antimaghiare. Ideologia rudimentară a organizației se baza pe un antimaghiarism militant, având ca obiectiv declarat îngrădirea drepturilor maghiarilor, mai ales în domeniul învățământului. Aceasta nu dispunea de un program economic bine definit, pledând pentru protecționism și împotriva vânzării țării unor străini (referindu-se în mod special la maghiari și evrei). Într-un manifest răspândit în 1990, maghiarii erau comparați cu niște maimuțe care „n-au ce căuta în România”, unde „toată lumea trebuie să vorbească numai în limba română”.

## Termeni

### În limba română
Bozgor/bozgoroaică – termen pseudo-maghiar de posibilă origine română/slavă cu rol de insultă etnică. Un punct de vedere arată că înseamnă „fără patrie”, „apatrid”. Sándor N. Szilágyi⁠(hu)[traduceți] a fost de părere că termenul este o combinație a expresiei injurioase din limba maghiară ba(s)zd meg și cuvântul românesc ungur.
Boanghen/boanghină – termen depreciativ dat maghiarilor. Se aplică uneori și românilor din Transilvania.